# Pani de Monsoreau (film E. Chautarda 1913)
Pani de Monsoreau (fr. La dame de Monsoreau) – film Émila Chautarda z 1913 roku na podstawie powieści Alexandre’a Dumasa pod tym samym tytułem.

## Informacje ogólne
Film powstał w 1913 roku. Zdjęcia plenerowe zostały nakręcone w zamku Chenonceaux. Film w obecnym swym kształcie, z uwagi na liczne uszkodzenia i uzupełnienia, ma 59 minut.

## Obsada
Marie-Louise Derval jako Diana Meridor
Marise Dauvray jako Madame de Saint-Luc
Emma Bonnet jako Gertruda
Henri Bosc jako Louis de Clermont hrabia de Bussy
Paul Guidé jako król Henryk III
Victor Perny jako Chicot
Léonce Cargue jako Franciszek d’Anjou
Jean Dulac jako Bryan hrabia Monsoreau
Albert Bras jako hrabia Meridor

## Fabuła

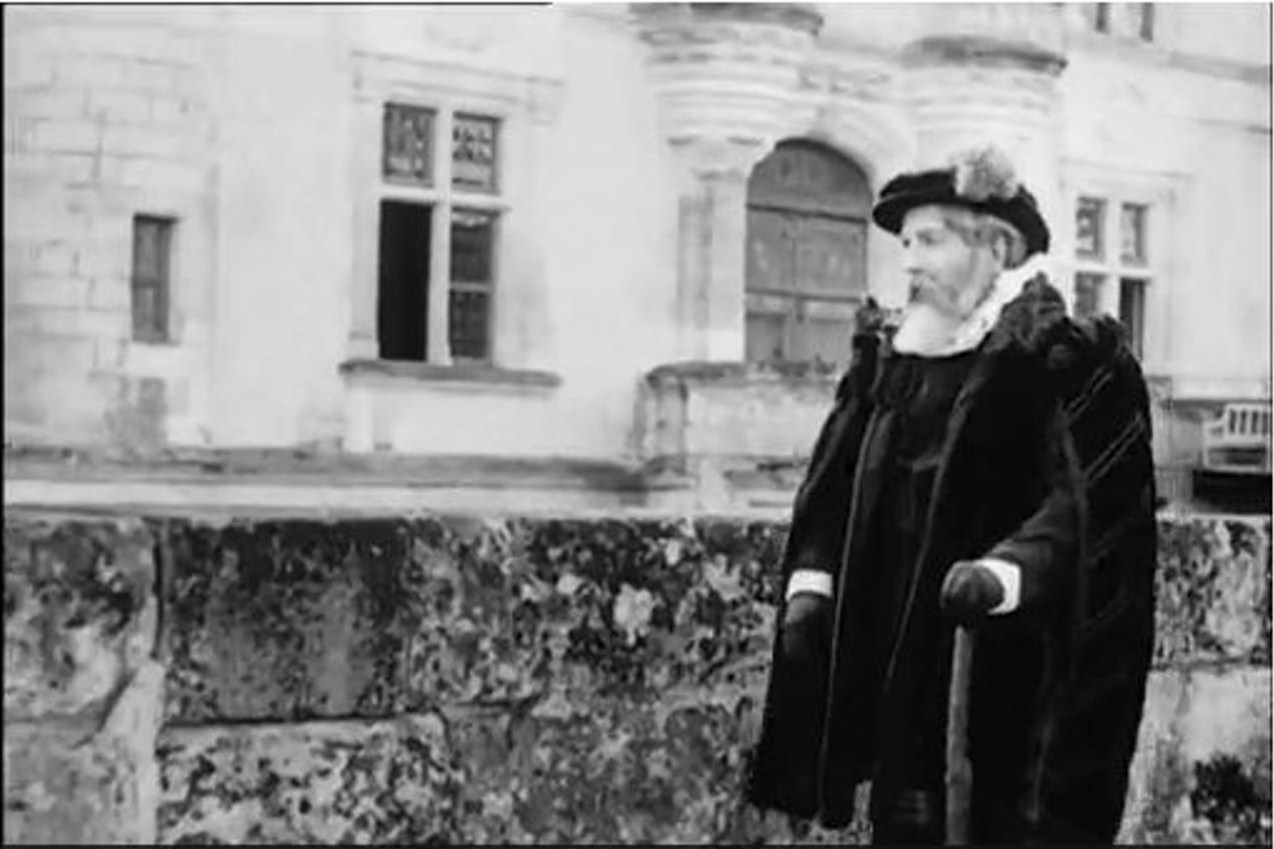
Hrabia Meridor, ojciec Diany.

Diana wraz z ojcem żyją spokojnie w Meridor. Diana ma tylko jedną przyjaciółkę, łanię Dafne. Pewnego dnia Diana jest świadkiem śmierci swojej pupilki podczas polowania, z ręki hrabiego Monsoreau. Hrabia przybywa do zamku przeprosić za ten incydent. Tymczasem książę andegaweński Franciszek zaprasza hrabiego wraz z córką na bal do Angers. Zachwycony jej pięknością książę wyznaje Dianie miłość, czym wzbudza zazdrość hrabiego Monsoreau. Monsoreau ostrzega hrabiego Meridor, że Dianie grozi niebezpieczeństwo ze strony księcia andegaweńskiego. Hrabia postanawia wysłać córkę do jej ciotki. Po drodze lektyka z Dianą zostaje uprowadzona przez zamaskowanych jeźdźców. Diana zostaje uwięziona wraz ze swą służącą Gertrudą w zamku Beaugé, należącym do księcia andegaweńskiego. W pewnej chwili przez okno wpada liścik z wiadomością, że nocą przybędzie wybawca Diany. Jest nim hrabia Monsoreau, który wręcza uwięzionej hrabiance list od ojca, który nakazuje córce, by zaufała hrabiemu. Hrabia odpływa wraz z Dianą łodzią. Po szczęśliwej ucieczce hrabia przekazuje Dianie kolejny list od ojca, który zaleca córce poślubienie hrabiego.
Tymczasem do domu, w którym mieszka Diana trafia ranny hrabia Bussy. Gertruda sprowadza do niego lekarza: Remy’ego Haoudouina. Nocą Diana i Gertruda przenoszą rannego do fosy Temple, gdzie odnajduje go mnich Gorenflot. W tym czasie król mianuje Hrabiego Monsoreau wielkim łowczym. Remy, szukając domu Gertrudy, spotyka Bussy’ego, który przyjmuje go na służbę.
Król wyrusza do Fontainebleau. Błazen królewski, Chicot, opuszcza króla i udaje się za swym wrogiem hrabią de Mayenne. Podsłuchuje, że wrogowie króla przygotowują spisek w opactwie świętej Genowefy. Próbuje więc odszukać swego znajomego, Gorenflota, mnicha genowefiańskiego. Znajduje go w oberży. Upija go tam winem i otrzymuje od niego monetę pozwalającą spiskowcom wejść na teren klasztoru. Upiwszy Gorenflota, Chcicot przebiera się w jego szaty. Przebrany za Gorenflota wygłasza do spiskowców kazanie. Po przyjęciu gratulacji, jest świadkiem koronacji Franciszka Andegaweńskiego przez Gwizjuszy i hrabiego Monsoreau.
Tymczasem hrabia Meridor otrzymuje wiadomość o utonięciu córki od hrabiego Monsoreau. Do Meridoru przybywają wszakże Bussy i Saint-Lucowie. Dowiedziawszy się o niegodziwości Monsoreau, Bussy, który wie, że Diana żyje, namawia ojca Diany, by udał się do Paryża. Ojciec uradowany odnajduje córkę. Hrabia Monsoreau nie uznaje się jednak za pokonanego. Żąda od księcia andegaweńskiego, by przedstawił jego żonę oficjalnie królowi, inaczej tajemnicę jego koronacji. Wiadomość o małżeństwie Diany doprowadza Bussy’ego do choroby. Chorego odwiedza książę Franciszek. Po jego wyjściu Remy namawia Bussy’ego na przechadzkę. W kościele, do którego wchodzą spotyka Dianę, która oświadcza mu, że nie cierpi hrabiego Monsoreau i wraca do Meridoru, do ojca.

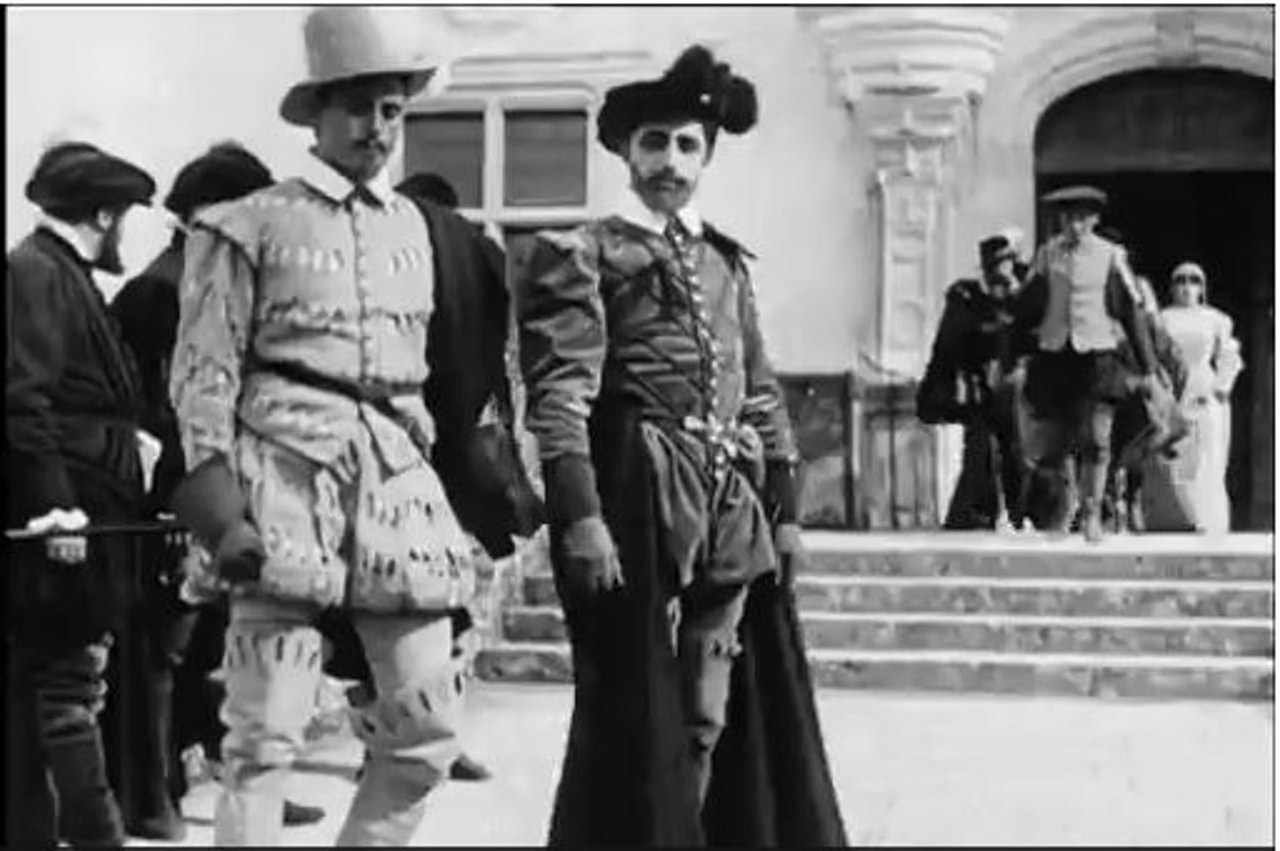
Bussy i książę Franciszek przed zamkiem w Meridorze.

Książę andegaweński, po ujawnieniu jego knowań zostaje uwięziony w Luwrze. Bussy zaś wyjeżdża w okolice Meridoru. Księciu udaje się jednak zbiec. Bussy wysyła Dianie przez Remy’ego wiadomość, ukrytą w bukiecie kwiatów, że książę przybył i ma wobec niej złe zamiary. Tymczasem zazdrosny Monsoreau wyzywa na pojedynek Saint-Luca i zostaje przez niego ciężko raniony. Saint-Luc sądząc, że zabił hrabiego postanawia opuścić Meridor, pisze jednak list do Bussy’ego. Otrzymawszy list Bussy wysyła Remy’ego do Meridoru. Ten odnajduje hrabiego Monsoreau przy życiu i jako lekarz opatruje jego rany i wzywa pomoc. na wieść o śmierci Monsoreau, książę Franciszek udaje się czym prędzej do Meridoru. Jest zdumiony tym, że hrabia żyje.
Chcąc uchronić żonę przed księciem, Monsoreau wysyła żonę do Paryża. Bussy odwiedza tam Dianę po sznurowej drabince, w czasie gdy Monsoreau czeka w ukryciu na księcia, którego udaje mu się przegnać. Książę zdradza jednak przyjaciela, radzi hrabiemu Monsoreau rozgłosić fałszywą wiadomość o tym, że wyjeżdża z Paryża. Bussy przybywa odwiedzić Dianę. Wtedy Monsoreau wdziera się do pałacu na czele wynajętych zbirów. Dochodzi do walki, w której z pomocą Bussy’emu przychodzi Chicot. Monsoreau ginie. Chicot oddaje Dianę rannemu Bussy’emu.